# Vas Núñez
Vasudeva Das Lilley Núñez (en chino: 勞烈斯; Hong Kong, 22 de noviembre de 1995), más conocido como Vas Núñez, es un futbolista profesional nacido en Hong Kong de padre británico y madre mexicana que juega en Meizhou Hakka equipo de la Superliga China.

## Trayectoria
Núñez se unió al Eastern Sports Club en 2015 y fue cedido al Dreams Metro Gallery para la temporada 2015-16.
Marcó su primer gol profesional en el Metro Gallery el 6 de marzo de 2016, en una derrota por 2-3 ante el Wong Tai Sin.
El 4 de julio de 2017, R&F anunció que había adquirido Núñez desde el Eastern.
En 2020 a causa de la pandemia provocada por el covid-19 el equipo de R&F decidió retirarse de la competencia y dejó libre a todos sus jugadores, entre ellos a Vas Núñez.
No obstante ese mismo año lo contactó el Meizhou Hakka equipo de la segunda división de China el cual obtuvo su ascenso a la Superliga China en 2021.

## Clubes
| Club                                    | País      | Año           |
| --------------------------------------- | --------- | ------------- |
| Eastern S. C.                           | Hong Kong | 2015-2017     |
| Dreams Metro Gallery F. C. (A préstamo) | Hong Kong | 2015-2016     |
| Biu Chun Glory Sky (A préstamo)         | Hong Kong | 2016-2017     |
| R&F                                     | Hong Kong | 2017-2020     |
| Meizhou Hakka                           | China     | 2020-presente |